# Lomtjärnen (Hällefors socken, Västmanland, 664435-143699)
Lomtjärnen är en sjö i Hällefors kommun i Västmanland och ingår i Norrströms huvudavrinningsområde.